# Embelia rugosa
Embelia rugosa là một loài thực vật có hoa trong họ Anh thảo. Loài này được (King & Gamble) Ridl. mô tả khoa học đầu tiên năm 1923.